# Ксенобот
Ксеноботы (англ. xenobots) — синтетические организмы, изобретённые в США в 2020 году, строение которых разрабатывается на компьютере для выполнения определённой функции, и они создаются путём объединения различных биологических тканей. Названы в честь африканской шпорцевой лягушки (Xenopus laevis), из которой берутся клетки.
Ксеноботы имеют ширину менее 1 миллиметра и состоят только из двух элементов: клеток кожи и клеток сердечной мышцы, полученных из стволовых клеток, забранных на ранней стадии развития эмбрионов лягушки (стадии бластулы). Клетки кожи представляют собой жёсткую раму организма, а клетки сердца выполняют роль небольших моторов, — сокращаясь и расширяясь, обеспечивают ксеноботу возможность продвигаться вперёд.
Выбор формы тела ксенобота и взаимного расположения его кожных и сердечных клеток диктуется конкретной задачей, для выполнения которой его разрабатывают. Для этого используется компьютерная симуляция методом проб и ошибок (эволюционный алгоритм). В настоящее время разработанные ксеноботы способны ходить, плавать, толкать гранулы, переносить полезные грузы и совместно работать в рое, например, чтобы собирать мусор, разбросанный по поверхности их тарелки, в аккуратные кучки. Они могут выживать за счёт собственных резервов в течение нескольких недель без дополнительного питания и излечить себя после разрезания.

## Потенциальные применения
В настоящее время ксеноботы в основном используются в качестве научного инструмента для изучения того, как клетки взаимодействуют друг с другом для построения сложных тел во время морфогенеза. Тем не менее, поведение и биосовместимость современных ксеноботов предполагают несколько потенциальных сфер применения.
К примеру, учитывая, что ксеноботы состоят исключительно из клеток лягушки, то есть являются биоразлагаемыми, их можно было бы использовать для очистки океана от микропластика. Предполагается, что рой ксеноботов будет способен, работая совместно, находить и собирать микропластик в большие шары, который дальше будет подбираться кораблями или дронами для доставки в центр переработки. В отличие от традиционных технологий, ксеноботы не добавляют дополнительного загрязнения, поскольку после работы умирают, исчерпав энергию запасённых в тканях жиров и белков.
В медицине в будущем ксеноботы, выращенные из собственных клеток человека, могут быть использованы для целенаправленной доставки лекарств в ткани организма, что могло бы помочь обойти проблемы иммунного ответа других видов микро-роботизированных систем доставки. Также их потенциально можно использовать для удаления налёта со стенок артерий, а также для локализации и лечения заболеваний.

## Реакция СМИ
Публикации первых статей на эту тему спровоцировали большой резонанс в СМИ, реализовавшийся в форме сообщений, содержащих комментарии российских учёных.
Газета Известия, Анна Кудрявцева, кандидат биологических наук, замдиректора по научной работе Института молекулярной биологии им. В.А. Энгельгардта (ИМБ) РАН, заведующая лабораторией постгеномных исследований:

Это следствие грамотно подобранных экспериментатором условий, а не уникальное биологическое явление. Я бы рассматривала исследование скорее в качестве демонстрации возможностей вычислительной биологии с применением эволюционных алгоритмов, нежели беспрецедентное научное открытие.
— https://iz.ru/1258764/ekaterina-korinenko/nasledniki-po-krivoi-biorobotov-nauchili-razmnozhatsia
Газета Известия, Тимур Чернов, научный сотрудник лаборатории молекулярно-биологических и нейробиологических проблем и биоскрининга МФТИ:

В ближайшем будущем широко будет обсуждаться вопрос: а не выйдет ли эта технология из-под контроля? Так происходит каждый раз с появлением новой технологии. Кроме того, массовая культура давно рисует нам образы взбесившихся репликантов, которые уничтожают всё на своем пути, преследуя лишь одну цель — создать как можно больше собственных копий. Если вернуться к реальности, можно узнать, что ученые давно уже отработали методы решения этой проблемы.— https://iz.ru/1258764/ekaterina-korinenko/nasledniki-po-krivoi-biorobotov-nauchili-razmnozhatsia